# Neocteniza mexicana
Espèce
Neocteniza mexicana est une espèce d'araignées mygalomorphes de la famille des Idiopidae.

## Distribution
Cette espèce est endémique du Guatemala.

## Description
La femelle holotype mesure 13,72 mm.

## Publication originale
- F. O. Pickard-Cambridge, 1897 : Arachnida - Araneida and Opiliones. Biologia Centrali-Americana, Zoology. London, vol. 2, p. 1-40 (texte intégral).